# Tăng methionine máu
Tăng methionine máu là một sự dư thừa của amino acid methionine trong máu. Tình trạng này có thể xảy ra khi methionine không được phân hủy đúng cách trong cơ thể.

## Di truyền học
Hypermethioninemia có thể có các kiểu di truyền khác nhau. Tình trạng này thường được di truyền theo kiểu lặn tự phát, có nghĩa là hai bản sao của gen trong mỗi tế bào bị thay đổi. Thông thường, cha mẹ của một cá nhân mắc chứng rối loạn lặn tự phát, mỗi người mang một bản sao của gen bị thay đổi nhưng không có dấu hiệu và triệu chứng của rối loạn.
Hypermethioninemia đôi khi được di truyền theo kiểu thống trị tự phát, có nghĩa là một bản sao của gen bị thay đổi trong mỗi tế bào là đủ để gây ra rối loạn. Trong những trường hợp này, một người bị ảnh hưởng thường có một phụ huynh với tình trạng này.

## Sinh lý bệnh
Tăng methionine máu được thừa kế không liên quan đến các rối loạn chuyển hóa khác có thể được gây ra bởi sự thiếu hụt các enzyme phân hủy methionine. Các enzyme này được sản xuất từ các gen MAT1A, GNMT và AHCY. Các phản ứng liên quan đến chuyển hóa methionine giúp cung cấp một số amino acid cần thiết cho sản xuất protein. Những phản ứng này cũng liên quan đến việc chuyển các nhóm methyl, bao gồm một nguyên tử carbon và ba nguyên tử hydro, từ phân tử này sang phân tử khác (transmethylation), rất quan trọng trong nhiều quá trình tế bào.
- Gen MAT1A cung cấp các hướng dẫn để sản xuất enzyme methionine adenosyltransferase. Enzyme này chuyển đổi methionine thành một hợp chất gọi là S-adenosylmethionine.
- Gen GNMT cung cấp các hướng dẫn để tạo ra enzyme glycine N-methyltransferase. Enzyme này bắt đầu bước tiếp theo trong quy trình, chuyển đổi S-adenosylmethionine thành một hợp chất gọi là S-adenosyl homocysteine.
- Gen AHCY cung cấp các hướng dẫn để sản xuất enzyme S-adenosylhomocysteine hydrolase. Enzym này chuyển đổi homocysteine S-adenosyl thành hợp chất homocysteine. Homocysteine có thể được chuyển đổi trở lại thành methionine hoặc thành một amino acid khác, cysteine.

Sự thiếu hụt bất kỳ enzyme nào trong số này dẫn đến sự tích tụ methionine trong cơ thể, và có thể gây ra các dấu hiệu và triệu chứng liên quan đến tăng tăng methionine máu.

## Chẩn đoán
Những người bị tăng huyết áp thường không biểu hiện bất kỳ triệu chứng nào. Một số cá nhân bị tăng tăng methionine máu biểu hiện khuyết tật học tập, chậm phát triển trí tuệ và các vấn đề thần kinh khác; sự chậm trễ trong các kỹ năng vận động như đứng hoặc đi bộ; uể oải; yếu cơ; vấn đề cuộc sống; đặc điểm khuôn mặt khác thường; và hơi thở, mồ hôi hoặc nước tiểu của họ có thể có mùi giống như bắp cải luộc.
Tăng methionine máu có thể xảy ra với các rối loạn chuyển hóa khác, chẳng hạn như homocystin niệu, tyrosinemia và galactosemia, cũng liên quan đến sự phân hủy lỗi của các phân tử cụ thể. Nó cũng có thể là kết quả của bệnh gan hoặc chế độ ăn uống quá nhiều methionine từ việc tiêu thụ một lượng lớn protein hoặc một công thức cho trẻ sơ sinh giàu methionine.